# 俠客風雲傳

《俠客風雲傳》遊戲結束時，感謝玩家的遊戲螢幕截圖

《俠客風雲傳》是河洛工作室開發的电子角色扮演游戏，於2015年7月28日發行。游戏以《武林群俠傳》為主體重製，並於劇情、玩法、系統等方面加入大量的新內容。本作曾命名為《河洛之新武林群俠傳》，然而《武林群俠傳》商標版權仍屬於智冠科技，河洛工作室於2015年3月22日更改名稱為《俠客風雲傳》。
官方於2015年6月宣布即將啟動PlayStation 4平台上的開發工作。本作已通過Steam青睐之光 的投票，並於2016年4月28日於Steam上市。
本作 DLC「天王歸來」及「碧血丹心」分別於於2015年10月30日及2016年5月31日上線。本作續作《俠客風雲傳前傳》於2016年9 月28 日上市。
2017年6月9日上線俠客風雲傳手遊單機版本，由邊峰製作與發行，目前安卓版和ios版均已发售。
2018年6月20日上線俠客風雲傳手遊線上遊戲版本，名為巜俠客風雲傳online》由邊峰製作與發行，目前安卓版和ios版均已发售。

## 背景設定
本作故事設定於明朝正德年間，為《金庸群俠傳》中主角小蝦米消失的一百年後。
故事由徐子易說書開始，主角東方未明因緣際會下，於杜康村認識逍遙谷的大師兄谷月軒，並相約至洛陽城瞻仰小蝦米雕像，後因遭其師叔玄冥子下毒，而被帶回逍遙谷療養，進而加入逍遙谷。

## 遊戲特色
- 本作延續《武林群俠傳》的高自由度，並增加了大量的劇情。

- 本作增加了全新的天賦系統[10]，使玩家創造出獨一無二的俠客。

- 本作修改了戰鬥方式，將類棋盤式的戰鬥方式，更改為六角棋盤戰鬥[11]。

- 添加了新的小遊戲[註 2]，使玩家能夠在進行劇情的同時，也能夠休息或探索出不同驚喜[12]。

- 本作保有前作極具特色的Q版養成系統[13]。玩家能透過不同的行動，來打造屬於自己的俠客。

- 本作添加了全新的晝夜系統[14]。其非玩家角色（NPC）也不同於過去的遊戲，會有著屬於自己的作息時間。

- 本作可攻略女主角總共有14位。10位除了龍王線之外，其餘線都能全部攻略，天王線可以10位在加夜叉，仙音只能天王線攻略，沈瀾只能在東廠或大忠與龍王線浪子回頭可以攻略，但只能攻略她，薇妮也只能在東廠或大忠可攻略，並且也可以跟其餘10位一起。

## 登場人物

### 逍遙谷
東方未明
遊戲主角，目標是成為像小蝦米一樣的大俠。
原先只是個不會武功的普通人，但後來成為逍遙谷三弟子。
其生父母為天龍教原左右護法東方曦（詳見天龍教一節）以及宮夕瑤。
谷月軒
逍遙谷大弟子，內力精純，擅使拳掌。曾是少年英雄會冠軍。
為人端正斯文，一身正氣。平時行走江湖，視行俠仗義、除暴安良為己任，故人稱「逍遙拳不平」。
愛護同門，也非常的在意荊棘對自己的看法。
雖是個正氣凜然的大俠，但在感情方面非常的遲鈍，對曹萼華的好感毫無知覺。不過月軒對她似乎也並非沒好感，於「闔家團圓」結局中顯示他會與曹萼華成婚。
其父親為遼東大俠谷雲飛，在追捕東方曦與宮夕瑤時候身亡。
本來天資極高，因與師弟荊棘一同修練「萬象歸一」擊敗「辟邪老人」林平之，而導致武學止步於此。
荊棘
逍遙谷二弟子，熱衷兵器，擅使刀劍。
為谷月軒年幼時從荊棘叢中撿到的棄嬰，「荊棘」之名由此而來。
個性倔傲，說話尖酸刻薄，讓無瑕子常常斥罵他「兔崽子」。但心地其實不壞，是個嘴硬心軟的人。喜歡打架，也習慣用暴力解決問題，因此常常惹是生非。
內在真心重視逍遙谷上下，但同時又對作為師兄的谷月軒懷抱著一些自卑感，希望能證明自己沒有不如他。最終與當年的玄冥子一樣，認為師兄奪走自己的一切，加上玄冥子的挑撥，而選擇背叛逍遙谷加入天龍教，然而其心中總是對師門有一股愧疚感。
曾在無意間破解了珍瓏棋局。
喜歡曹萼華，然而對方卻是看上了谷月軒，而這個原因使他更加忌妒師兄。
常被身為小師妹的王蓉戲弄，可說是自己的天敵。在天王線中，假如東方未明沒有與王蓉成為情侶，之後荊棘會跟王蓉在一起。
其與霹靂堂秦紅殤為親生兄妹，生父為天龍教現任教主龍王，生母為洛陽香燭店店主李愁眉。
本來天資極高，因與師兄谷月軒一同修練「萬象歸一」擊敗「辟邪老人」，而導致武學止步於此。
無瑕子
逍遙谷現任掌門人，年近七十，是現今武林中輩分最高的前輩高人之一。自封為「逍遙散人」。
江湖地位德高望重，武學造詣更是頂尖之列，但現因年事已高，不常離開逍遙谷。興趣為研究琴、棋、書、畫等各項雅藝，與忘憂谷中的忘憂七賢素有交情。
年輕時與師妹蕭瀟情投意合，只是自己為了成全蕭瀟的幸福而讓她遠嫁天山，對此無瑕子一直感到遺憾。
老胡
逍遙谷的僕人，負責張羅谷內的日常事務。善於鑄造，以販售鐵器來補貼逍遙谷中的開銷。
有著一把家傳的冷月寶刀，並學有一套家傳的刀法胡家刀法，實力不斐。家世似乎在清朝时有些來頭，其後人為「雪山飛狐」胡斐，他平時不太願意提起自己的過去。
王蓉
塞外好漢「金刀」王虎之女，逍遙谷新收的小師妹。
天資靈慧，嬌美調皮。廚藝十分精湛，在加入逍遙谷後，隨即將谷內的飲食生活大幅上升。但唯獨對修練武功毫無興趣，不斷以伶俐的口才找出各種藉口迴避，讓想教她武術的父親、師傅與三位師兄，都對她沒有辦法。

### 紅顏知己
與主角相識的女性夥伴，也是可攻略的對象。
齊麗
野拳門門主齊老的獨生女，也是野拳門唯一的門生。生性乖巧而嬌俏，與父親在洛陽賣藝維生。
和父親不同，不愛習武，只想做一個普通的女孩。喜好酸甜的零食。
長虹鏢局少鏢頭關偉的青梅竹馬。
除龍王線之外，其餘線都可攻略。
秦紅殤
霹靂堂護法，巾幗不讓鬚眉的女俠客，一心想重振霹靂堂威名。
在強悍的外表之下，內心還是有著溫柔的一面。
除龍王線之外，其餘線都可攻略。
沈湘芸
忘憂七賢之一「神醫」之女。自小便與父親學習醫術，喜歡研究新的藥丹，但成品的結果時好時壞。常常找父親或東方未明測試新藥，導致他們總是提心吊膽。
性格嫻雅端秀，但是有些小任性，偶爾還會耍脾氣。平日待人溫和善良，而對厭惡的人事物則毫不假以辭色。具通靈體質。與沈瀾為堂姐妹關係。
除龍王線之外，其餘線都可攻略。
紀玟
獸王莊大小姐，容貌艷麗的紅髮少女。由叔父萬青山一手帶大，耳濡目染之下對於捕獵馴獸頗有辦法。
個性獨立、潑辣，為人則十分豪爽，喜歡送禮以結交朋友。
任何線都可攻略。
史燕
臉上有紫色胎記的盜賊少女，人稱「盜墓燕」，是個令官府頭痛的人物。
自幼為孤兒，從小就在江湖闖蕩，因此個性古靈精怪，常常說一套做一套。喜愛錢財，輕功了得，出入財富之家如入無人之境。
實際上偷盜行為除了是維持生活所需外，大多都是為了救助貧苦的人，自己也收養了幾個孤兒。
除龍王線之外，其餘線都可攻略。
風吹雪
天意城殺手，代號「花」。幼時便無父無母，被侍帶去天意城，經過了嚴格的訓練後成為主力殺手之一。
容貌秀美，氣質孤傲。平日以女扮男裝的方式行動，談吐文雅，頗有貴公子的氣質，也有著路見不平，拔刀相助的俠義精神。以至於許多常與她接觸的人都未察覺她是個女生，然而經驗老到的書生和丹青一眼便拆穿其真實性別。
因為手上染血無數，而且親手將東方曦一刀殺死後，對於殺手的身分感到痛苦，在東方未明的幫助下已經脫離天意城。自此發誓永遠追隨著東方未明所選擇的道路，也甘願為了他做任何事，儘管這有可能違背她的意願。
父親為東瀛武士，母親為漢人（百花楼弟子宫夕花）。
任何線都可攻略。
趙雅兒
外表清純美麗的少女。看似溫柔婉約，實際上卻是詐騙集團中人。由騙子一手養大，因此形成多疑、敏感，擅於偽裝的性格。
舉目無親時被詐騙集團的老大收留，為了報恩才協助行騙，但對於欺騙心地善良的人會懷有罪惡感。最後因受良心苛責而想脫離集團，差點被老大推入火坑，被她曾欺騙過的東方未明與傅劍寒所救。事後東方未明會將她送入忘憂谷給仙音照料。
若是東方未明營救失敗，她就會由傅劍寒所救下，最後也跟他在一起。
除龍王線之外，其餘線都可攻略。
任清璇
喜愛花藝的神祕少女，對各類花卉如數家珍，身上會散發出一股淡淡花香。個性善良，但不輕易與人親近，對待男人更是冷淡。
實為修羅宮之人。由於長期浸淫修羅宮的厭男思想，對男女之情相當壓抑。
除龍王線之外，其餘線都可攻略。
藍婷
毒龍教歷任中最年輕的教主。有苗家姑娘的天真率性，同時也有手段狠毒的一面。
擅長用毒，喜愛江南絲綢織品。
除龍王線之外，其餘線都可攻略。
沈瀾
人稱「怪醫少女」，擅長以毒治人。
手中持有毒龍教秘寶「五毒寶典」，曾利用東方未明的身體來煉制「七彩蠱王」。
父親怪醫為神醫的弟弟，且百草門人。沈瀾和沈湘芸是堂姐妹關係。
只能單獨攻略她，除盟主線、天王線不能攻略，東廠線、大忠線與龍王線浪子回頭可攻略。
仙音
忘憂七賢之一，擅長音樂。
詳請請看忘憂七賢條目。
只能單獨攻略她，只有天王線可攻略。
夜叉
天龍教護法，本名姬無雙。
詳請請看天龍教條目。
龍王線只能攻略她一個，盟主線也只能攻略她，天王線可以一起攻略，東廠線、大忠線與龍王線浪子回頭不可攻略。
薇妮
西域乞儿吉思族的公主，虽有着属于少女的天真纯善，却因父亲年迈，逐渐肩负起族中大事，勉力周旋于大臣与附近动荡的部族间。
東廠線、大忠線可一起攻略。龍王線、盟主線和天王線不可攻略。
王蓉
塞外好漢王虎之女，逍遙谷新收的小師妹。
詳請請看逍遙谷條目。
除龍王線之外，其餘線都可攻略。

### 豪傑俠客
江瑜
江天雄的兒子，雖只有十餘歲，但心思極為縝密。對佛法頗有研究。
處事非常有手腕，顯露出與年齡不符的深沉和世故。
任劍南
鑄劍山莊少莊主，不愛習武，但手中的白晶劍削鐵如泥，受到眾多人士覬覦。
雖武功平平，反而喜愛音樂，仰慕仙音，但屢屢遭到冷漠對待。
東方未明的三大酒友之一，酒量奇差，一杯就倒。
令狐沖、任盈盈之後人。其家鑄劍山莊為原令狐沖及任盈盈隱居之地梅莊。
傅劍寒
瀟灑自在的少年，為人正直且講義氣。雖是無門無派也無拜師，卻是個能無師自通的武學奇才。自創一部霸王劍法。
東方未明的三大酒友之一，酒量奇大，習慣豪飲。與喜歡細細品酒的楊雲不打不相識。
楊雲
雍容的酒之君子。喜歡細細品味各種美酒，與喜愛豪飲的傅劍寒不打不相識。東方未明的三大酒友之一。
幼時因緣際會下，獲天山派掌門之兄何傲天傳授一套天羽奇劍。
方雲華
武當大弟子，外表俊俏，武功更是當代弟子之首，受到武當眾人愛戴。自稱風流劍客。
實際上內心不正，性格輕薄。對師父有意將掌門之為傳於古實一事非常不滿，想要篡奪掌門之位，甚至與天龍教同流合汙。
本為好人，因被天意城殺手凌辱後變得心理扭曲。
古實
武當二弟子，正如其名，非常的老實，性格單純善良，敬愛師門。雖然腦筋不大好，武學平平，但要是能持續苦練，仍能有所成就。
除了為人正直之外其他都不如師兄方雲華，但人際風評卻要比他還好，連同輩的俠客們幾乎都支持他繼任掌門。
對天山派的何秋娟有好感。
虛真
前少林寺方丈慧能之徒。五年前於大婚之日，因新娘逃婚而曾執意輕生，不過被慧能大師所救，並收其為徒。後看破紅塵，剃髮為僧。
雖是虛字輩，但論輩份可是少林方丈的師弟，在少林寺中佔有一定的地位。
唐冠南
唐門掌門人唐飛之子，唐中慧的兄長。
為人陰險，武功陰毒。
史剛
威震中原的名捕頭。
關偉
長虹鏢局總鏢頭關長虹之子，也是長虹鏢局的少鏢頭，與齊麗是一同長大的青梅竹馬。
以「青龍刀法」闖蕩江湖，劫鏢小賊聞其名而多有戒慎。
西門鋒
天劍門門主西門玄之子。性直而暴躁，平日為人霸道自大。
與夏侯非互相敵視，總是以「夏猴子」稱之。兩人一碰面也是立刻大打出手。
夏侯非
絕刀門少門主。為人正義，但性格急躁。
與西門鋒互相敵視，總是以「西門豬」稱之。兩人一碰面也是立刻大打出手。
商仲仁
八卦門大弟子。出招凌厲、個性兇惡，多與武林各派不和。常與為人陰險的唐冠南一起行動。
原為八卦門二弟子，上有大弟子及兄長商仲智，因商仲智被逐出師門及服毒而死，使得商仲仁成為大弟子。
鞏光傑
百草門掌門之子，擅於採集藥草，製作丹藥。志在將百草門發展成流通八達的商業組織。
喜歡交友，對朋友極有義氣而大方。但重視利益的商人性格，會讓他對阻礙其利益的人非常不友善。
處心積慮地想開採毒龍教聖地的藥草，與不想違反傳統而拒絕的藍婷為對立的關係。
燕宇
青城派大弟子，極為沉默寡言，不苟言笑。但實際上是個滿腔熱血的正義之士。
本身是勤王的後裔，為了隱藏身分，而鮮少與他人交往，只有與知己一起時才會敞開心胸。
陸少臨
金風鏢局的少鏢頭，非常的風流，青樓常客一名。仰慕香兒。
極度自我感覺良好，自封「金風瀟灑哥」、「杭州陸情聖」、「玉面郎君陸潘安」等等。
時常不在鏢局處理事務，與綠林好漢多有交情。
史義
綠林好漢，喜歡尋寶，對人常自稱是水滸英雄的後人。
蕭遙
丐幫中人，飽讀詩書，希望明朝一片太平盛世，因而全力協助勤王後裔。
由於是一個乞丐，故特別愛吃，每年都是吃元宵比賽的冠軍。
徐子易
遊歷江湖的說書人，見聞廣闊，無事不知。江湖上所有大小事都逃不過他的眼睛。著有「武林通鑑」，記載著武林中各種名人奇事。
實為穿越回明朝的時空旅者，總是勸諫弟弟徐子騏不要過度干預武林事。
徐子騏
徐子易之弟，喜好遊歷，志在選寫遊記。武學造詣極深，也善於廚藝。
實為穿越回明朝的時空旅者，為了完成暑假作業的遊記，偷偷穿越取材。
唐中慧
唐冠南的妹妹，也是唐門長門的掌上明珠。
雖在陰險毒辣的唐門中生長，性格卻是出淤泥而不染。善解人意，略帶調皮。
對任劍南有些好感。
曹萼華
華山派掌門曹岱的掌上明珠，受到眾華山派的弟子所憧憬。
由於至幼就受到整個華山派的過度保護，所以有些不懂人情世故。於六年前的少年英雄會見識到谷月軒的俠義精神，從而喜歡上谷月軒。卻又因為待人不知分寸，無意間讓荊棘對她傾心。間接催化了荊棘對谷月軒的忌妒之情。

### 忘憂七賢
神醫
忘憂七賢之一，同時也是沈湘芸的父親，擅長醫術。
橘叟
忘憂七賢之一，擅長棋藝。
平時喜歡用棋去射擊自家前的一塊大石，故在暗器方面也頗有心得。
書生
忘憂七賢之一，擅長書法。與丹青非常要好，時常互相調侃。
好女色，時常出入青樓。
丹青
忘憂七賢之一，擅長繪畫。與書生非常要好，時常互相調侃。
好女色，時常出入青樓。
仙音
忘憂七賢之一，擅長音樂。
琴藝高超，據說能控制人的喜怒哀樂。
東邪傳人程英於百花谷所開創的門派－「百花樓」的弟子之一。是主角母親宮夕瑤與風吹雪母親宮夕花的師姐。
花痴
忘憂七賢之一，擅長花藝。
個性相當害羞，但一講到花藝相關的事情便滔滔不絕。與任清璇是非常要好的朋友。
本名黎明玫，懂得猴語，可以與猴子溝通。
醉仙
忘憂七賢之一，擅長酒藝。
平時總是一副醉醺醺的樣子，但實際上武功高強，擁有「醉拳」絕學。

### 前輩高人
江天雄
洛陽富商之後，具有極高的武學天賦，於二十年前的少年英雄會中奪魁。
常行俠仗義，為善一方，素有「河洛大俠」的稱號。和天劍門西門玄、長虹鏢局關長虹一起並稱「洛陽三傑」。
實為天意城城主，朝鮮人，以江天雄的身份混入中原武林。同時也是朝中禁衛軍的總教頭。野心極大的陰謀家，圖謀毀滅中原武林並掌控明帝國。許多事件背後都有他插手的痕跡。
二十年前，趁天龍教前往霹靂堂盜聖堂秘鑰之際火燒霹靂堂，並嫁禍天龍教。導致中原武林與天龍教在聖堂火並，天王被擒。間接導致主角父母被整個武林追殺。
派玄漓公給皇帝下蠱，導致皇帝失去心智，不辨是非，成為天意城傀儡。
派人殺害風吹雪母親宮夕花，並欺騙年幼的風吹雪導致其不知師父侍是其生父，直到侍身死也未與風吹雪父女相認。
傳授谷月軒和荊棘二人威力強大但會使武學停步不前的絕技萬象歸一，借二人之手除去辟邪老人，奪取辟邪宮控制權並將其更名為天意城。
卓人清
武當掌門，曾是少年英雄會冠軍。
人稱「慧眼識人」。了解方雲華雖是武功出色，但行為不正而難任掌門之位。有意將掌門之為傳給功夫平平，但為人正直的古實。但在一件事故中偏袒方雲華而誤將古實逐出師門。
主角東方未明生父東方曦的師兄。
無因
少林三神僧之一，無字輩的大師兄，也是當前的少林方丈。
囚禁天王的主謀，但在天王被關押期間與其暢談佛法，所以深知天王實際的為人，並佩服他心中的抱負。
無色
少林三神僧之一，般若堂首座。
無慧
少林三神僧之一。
柯降龍
丐幫幫主，以一套「降龍十八掌」名震江湖。
時常出外遊歷，連丐幫中人也難以掌握他的行蹤，只是抵擋不住美食的誘惑，一有得吃便馬上出現。
曹岱
華山派掌門，有一掌上明珠曹萼華。
北丑
為一百年前，指點過小蝦米的智者北丑之後人。言行瘋癲，卻是個消息靈通的情報家。
齊老
野拳門門主，齊麗之父，這世間上唯一掌握野球拳精髓之人。
因為身體抱病，致使武學難有進展，野拳門現今也衰落凋零，淪落到街頭賣藝來維持生計。
關長虹
長虹鏢局總鏢頭，相傳乃三國名將關羽後人。關偉之父。
走鏢三十餘年，至今從未丟失一鏢。與天劍門西門玄、河洛大俠江天雄並稱「洛陽三傑」。
劍聖
真名不詳，與傅劍寒有血緣關係。當今中原武林劍法最為高強之人，死在他劍下的有七十一人。
但因為一些事情隱居，培養種花的興趣。與任清璇是忘年之交。

### 江湖惡人
吃
江湖四惡中的「南猖」，是個大胖子。每經一處餐館總是大吃特吃，而且永遠不付帳。
原為惡人谷中人，後被天龍教摩呼羅迦羅致而脫離惡人谷加入天龍教。
喝
江湖四惡中的「北盜」，酒量奇大無比，總是到處偷酒來喝。打的嗝足以和虎嘯相比。
原為惡人谷中人，後被天龍教摩呼羅迦羅致而脫離惡人谷加入天龍教。
嫖
江湖四惡中的「東淫」，非常好色、下流，總是處於興奮狀態。
輕功極佳，常偷偷潛入女子家中，這些年來不知已有多少良家婦女受害。
原為惡人谷中人，後被天龍教摩呼羅迦羅致而脫離惡人谷加入天龍教。
賭
江湖四惡中的「西賤」，性格貪婪，凡事總是要來賭一把。
原為惡人谷中人，後被天龍教摩呼羅迦羅致而脫離惡人谷加入天龍教。
黑無常
黑風寨的頭頭，白無常的兄弟，使用鏈錘做為武器。
膚色蒼白，看起來就像是個鬼，要是深夜走在路上，絕對能嚇死普通人。
原為「酆都」中的一員。
白無常
黑風寨的頭頭，黑無常的兄弟，使用兩把紅色的刀做為武器。
膚色蒼白，看起來就像是個鬼，要是深夜走在路上，絕對能嚇死普通人。
原為「酆都」中的一員。
無戒
少林寺和尚，酒肉不戒。每年都與蕭遙並列吃元宵比賽冠軍。
無惡不作，率領許多地痞，時常騷擾無辜的西域村民。
與利空法王之前的吐蕃僧人賀陀交好。

### 天龍教
天王
本名厲蒼天，天龍教前教主，龍王的哥哥。於二十年前被正道武林重傷並囚禁於少林寺，後被天意城劫走關在地牢。
雖被武林中人稱為「大魔頭」，但實際上是一個有仁德的君子。想要在貧瘠的西域建立一片和平的人間樂土，心中的偉大抱負遠勝任何人。
在他的領導下，天龍教並非是如江湖人口中的邪教。但野心勃勃的龍王私底下手段頻頻，不時讓教眾與正道人士發生衝突，導致天龍教在中原的聲譽日漸敗壞，最後更導致天王自己被擒。而在天王失蹤後，掌握大權的龍王更是直接讓天龍教成為他實現野心的工具。
創立天龍教前曾是現今皇帝的老師。
龍王
本名厲蒼龍，天龍教現任教主，天王的弟弟。
擁有全中原武林第一的實力，只是他修練的武功過於霸道，長期使用下已傷及自身，最後只會自取滅亡。
個性十分殘暴，野心勃勃，想要統一中原武林。天王在位時一直陽奉陰違，暗中利用天龍教的力量到處作惡。更處心積慮想佔有聖堂，曾暗中指使夜叉奪取聖堂之鑰。
夜叉
天龍教護法，本名姬無雙。
容貌艷麗，與乾達婆、蕭瀟並稱「天下三絕艷」。擅用身為女人的武器，會利用色誘來套取情報。
摩呼羅迦
天龍教護法，本名羅蛇君。
為人狠毒，能夠操控毒蛇。苦苦單戀夜叉，對於接近夜叉的男人抱持不友善的態度。
阿修羅
天龍教護法，本名樊未離，同時也是修羅宮的宮主。
與迦樓羅曾有一段感情糾葛，因而對男人恨之入骨。
乾達婆
天龍教護法，本名凌香兒。小名香兒，原為百花樓弟子。
容貌十分秀美，彷彿是個脫離塵世的仙子一般。與夜叉、蕭瀟並稱「天下三絕艷」，同時有「江南第一名妓」的身份。但只賣藝不賣身，甚至只有對琴棋書畫都有一定造詣者，才有榮幸與其見面。
忠於前教主天王，常與緊那羅一同行動。
緊那羅
天龍教護法，本名羅那。原為百花樓弟子。
長相非常俊美，雌雄莫辨，時常被誤認為女性。平時扮成女裝，化名「納蘭露兒」行走江湖，還曾擊敗眾多美女在選美大賽中奪魁。
忠於前教主天王，常與乾達婆一同行動。
迦樓羅
天龍教護法，本名任天翔。武功高強，不拘小節。師承「飛天神鷹」殷天仇，與「大力神鷹」白展基是師兄弟。
忠於前教主天王，與龍王不合，因此與金翅鳥一同居住於大漠。
與阿修羅曾有一段感情糾葛，只是心中放不下舊情人而無法接受她的情意，致使阿修羅怨恨天下男人。
玄冥子
曾是無瑕子的師弟，與他同時愛上了師妹蕭瀟，只是蕭瀟始終喜歡無瑕子，讓玄冥子覺得師兄奪走了自己的一切，因此而背叛逍遙谷而加入天龍教。
毒術十分精湛，也擅長利用人性的弱點。利用荊棘的自卑心態，讓唆使其叛出逍遙谷。也試圖以父母的死扇動東方未明，欲使其墮入邪派。
南宮龍飛
為一百年前，指點過小蝦米的智者南賢的後人。忠於前教主天王。
東方曦
主角東方未明的生父，出身武當派，曾是卓人清的師弟。二十年前因為中原武林的計畫而臥底進入天龍教，沒想到卻因為崇尚天王的理想而留在天龍教中輔佐天王，從此成為正道眼中的叛徒。
擔任護法期間與天王義女宮夕瑤相愛。
天王失蹤後，因龍王為了剷除異己以及背叛正道武林，被正邪兩道同時追殺。其中宮夕瑤為谷月軒父谷雲飛所殺，東方曦則為玄冥子重傷，假死化名為游進，為朝廷和辟邪宮（天意城前身）做事。
在辟邪宮期間，立志毀滅整個武林為妻復仇。辟邪老人死後，東方曦卷入辟邪宮內鬥，在杜康村（詳請請玩俠客風雲傳一開始的劇本）偷偷看到兒子出現時，被天意城主暗算，後由風吹雪了斷。
宮夕瑤
主角東方未明的生母，為天王的義女，原為百花樓弟子，宮夕花的堂姐兼師姐。
天王失蹤後，因追隨東方曦而遭到殺害。

### 天意城
毒
天意城殺手，因長年修煉毒功，全身皮膚都變成恐怖的藍紫色。其毒術不在玄冥子與摩呼羅迦之下。
狂
天意城殺手，一個只知道屠殺的瘋子。
浪
天意城殺手，擅長魅惑男性。有著足以令任何男人心動的美妙軀體，是個妖嬌美艷的女子，只是她的身上貌似有些小秘密？
侍
天意城殺手，風吹雪的師父，實際上也是她的生父。
在一次任務中遭到卓人清殺害，因此風吹雪一直想要尋找替侍報仇的機會。

### 天山派
何未峰
天山派掌門。雖然何秋娟不是他的親生女兒，但仍視如己出，疼愛有加。
易蘭
天山派掌門夫人，年輕時與卓人清有過一段感情糾葛，然而因門戶之別而沒有結果。因為這段過往而將天下的男人視為無情無義之徒，也以此教育何秋娟。
何秋娟
易蘭和卓人清生下的女兒，受到易蘭「天下男人無一好」的教育，對男性警戒心極強，如對仇人。但後來漸漸喜歡上性格老實的古實。
蕭瀟
何未峰的嫂子，雖已是個白髮蒼蒼的老婆婆，但長相與少女無異，從外表看不出真實年齡。與夜叉和乾達婆並稱「天下三絕艷」。
曾是無瑕子的師妹，兩人情投意合，只是蕭瀟在師父的安排下遠嫁天山派。

### 東廠相關人物
陳公公
本名陳崇英，東廠的首領，手段狠毒，為武林正道所不齒。想幫助誠王登基，率領東廠意圖推翻朝廷。
於天王線中遭到朝廷暗算，被玄漓公及四大高手打成重傷，隨後遭到皇帝丟進養豹籠中，慘遭吞食。
利空法王
西域吐蕃國的國師，與東廠合作，如果造反成功便能得到藩王的地位。
誠王
皇帝的三弟。
於天王線中遭到朝廷暗算，遭到玄漓公所殺害。
角色原型為寧王朱宸濠

### 朝廷
皇帝
個性殘暴，貪生怕死，昏庸無能。
遭到玄漓公下蠱，此蠱與宿主同生共死，使人性格大變，面目扭曲，唯有死才能解脫。
在天王線的最後，於荊棘的威嚇之下昏倒，彷彿死過了一遍，恢復成以往的明君。
本名朱莞。
角色原型為明武宗朱厚照。
玄漓公
西廠的首領，在朝鮮習得无相神功，但也使得自己面目全非。
同時也是天意城殺手，代號為「缺」。
角色原型為無相王(大內密探零零發)。
陽第上人
當今明朝的國師，擅長對皇上阿諛諂媚。佛門出身，武功修為略勝無因方丈。
戚將軍
當今朝中碩果僅存的忠臣良將，一直想要查出東廠意圖造反的證據。
角色原型為戚继光
尹世允
朝鮮人，朝廷四大高手之一。中文相當的不流利，講話總是斷斷續續的。
喜好與人比武，認為決鬥就是要公平競爭，若是對手早已受傷，甚至會做出自殘的行為。
角色原型為西門吹雪。
葉孤
朝鮮人，朝廷四大高手之一。
朝鮮國劍法最為高強之人，一直想在中原武林找到個能與他打的劍術高手。
角色原型為葉孤城。
花玖瑟
朝鮮人，朝廷四大高手之一。
自出生以來便目不能視，但其他的感官異常敏銳。
角色原型為花滿樓。
金熙鳳
朝鮮人，朝廷四大高手之一。
人既風流又有點下流，自稱有著令美女傾倒的容顏。
角色原型為陸小鳳。

### 其他
五嶽四龍
雷震天、賽飛鴻、賈雲長、趙驚風四人自稱的團體。不過這四人在洛陽一帶弱的出名。
唐伯虎
居住於杭州的名畫家、文學家，娶了八個妻子仍然不滿意，後來他發現，他唯一的夢中情人便是秋香。
天王線中，在主角及風吹雪的幫助下，順利抱得美人歸。
白展基
人稱「小白」，在洛陽城市集擺攤賣豆漿的小販。昔日是與史剛齊名的神捕，人稱「大力神鷹」。師承「飛天神鷹」殷天仇，與「迦樓羅」任天翔是師兄弟。後來被「龍王」厲蒼龍扭斷雙手的手筋。
舞秋風
上代霹靂堂堂主，回到明朝的時空旅者，管理聖堂之匙。二十年前被夜叉灌醉偷走聖堂之匙，隨後被摩呼羅迦擊成重傷，假死逃過一劫。

## 註解
1. ↑  玩家可於按下初入江湖後分別輸入《姓》與《名》，故東方未明為官方設定的主角名。
2. ↑  小遊戲為開啟大型 寶箱 與從事 生產 行動時觸發，不同的行動所進行的遊戲也不同。包含，打地鼠、礦石版 2048 、釣魚等...
3. ↑  預設，可自行取名。

## 外部連結
- 官方网站
- 俠客風雲傳哈拉版 （页面存档备份，存于）
- 俠客風雲傳Steam頁面 （页面存档备份，存于）
- 《俠客風雲傳》河洛工作室出品的Facebook專頁